# ماركو تاتينى
ماركو تاتينى (بالإيطالية: Marco Tattini)‏ (22 نوفمبر 1990 بإيمولا في إيطاليا - ) هو لاعب كرة قدم إيطالي في مركز الوسط. شارك مع منتخب إيطاليا تحت 20 سنة لكرة القدم ومنتخب إيطاليا تحت 21 سنة لكرة القدم. أما مع النوادي، فقد لعب مع نادي تشيزينا وASD Città di Foligno 1928 ‏ وAC Bellaria Igea Marina ‏ واتحاد بافيا لكرة القدم.